# Agyrtacantha othello
Agyrtacantha othello – gatunek ważki z rodziny żagnicowatych (Aeshnidae).